# Regina Schöpf
Regina Schöpf (Seefeld in Tirol, 16 settembre 1935 – 30 ottobre 2008) è stata una sciatrice alpina austriaca.

## Palmarès

### Olimpiadi invernali
- Argento a Cortina d'Ampezzo 1956 nello slalom speciale.